# Castello di Sizergh

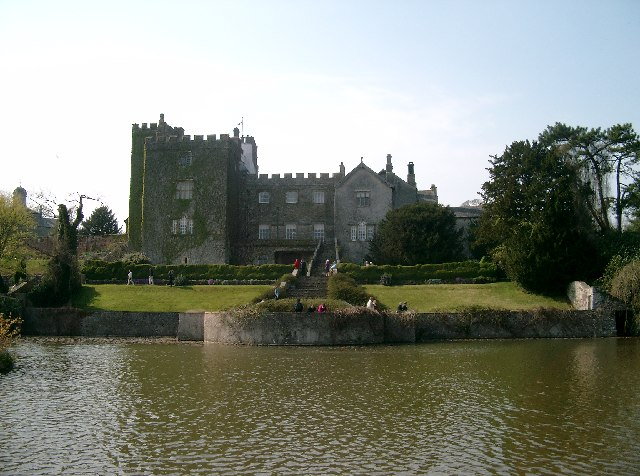
Veduta del castello di Sizergh

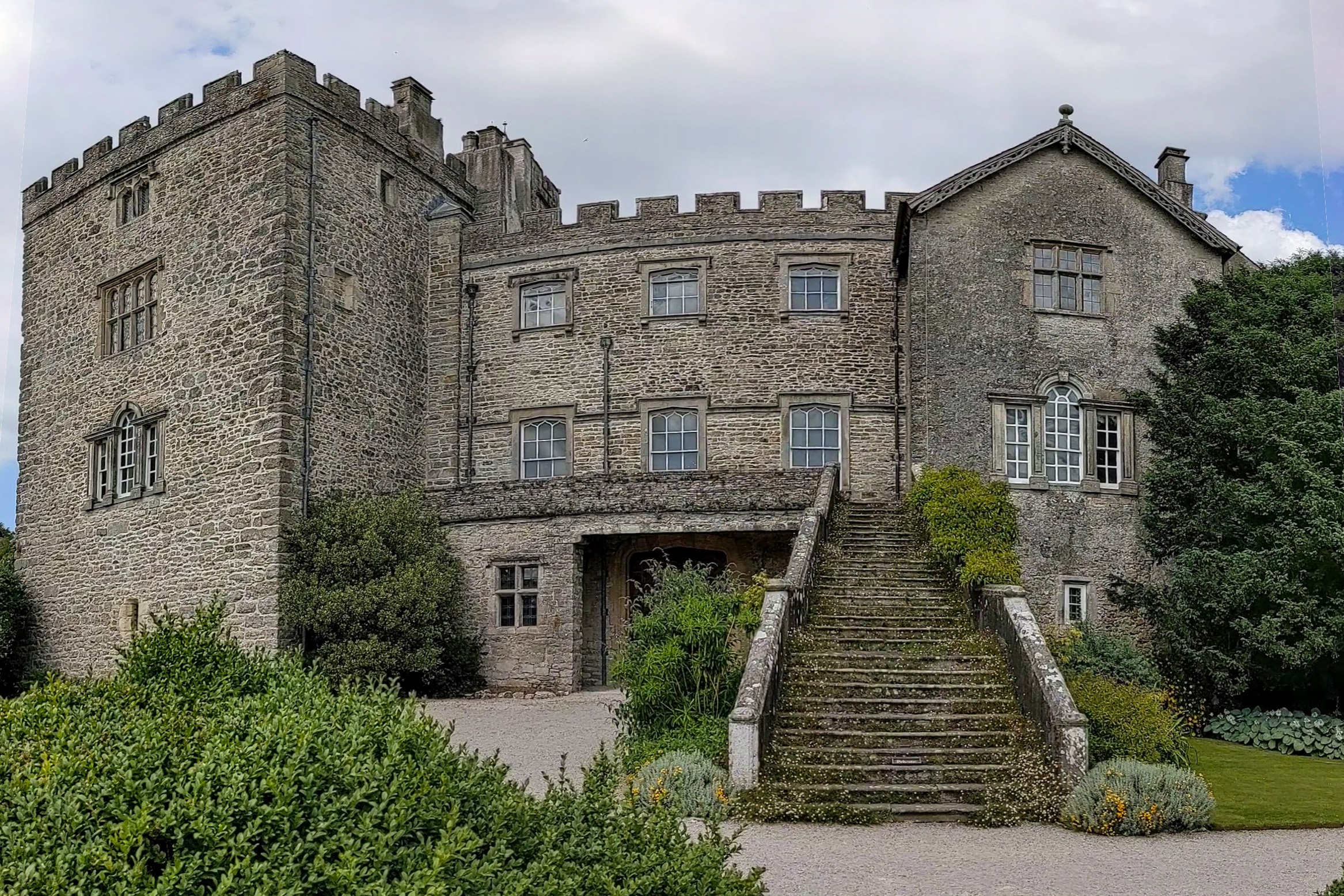
Facciata del castello di Sizergh

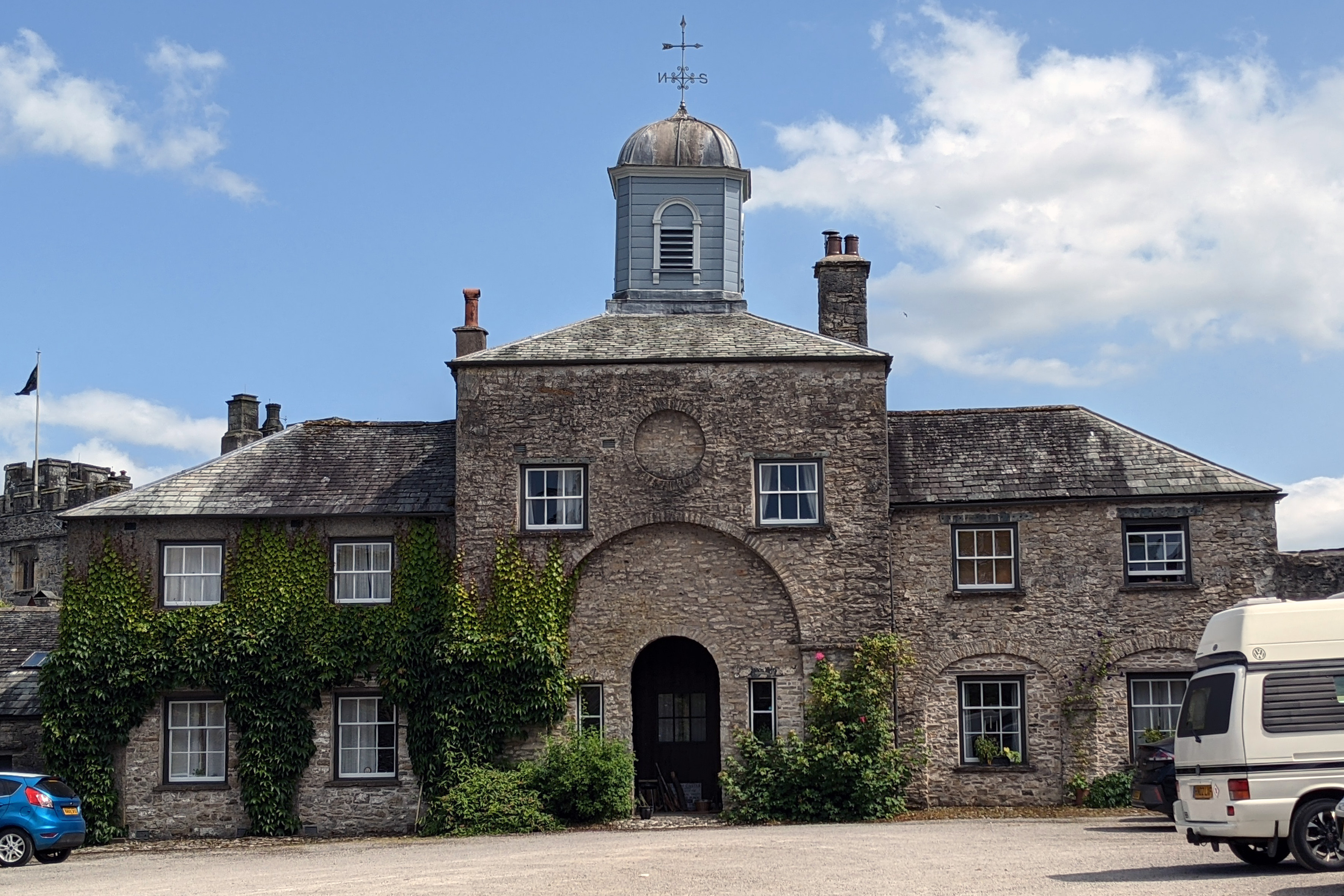
Un'ala del castello

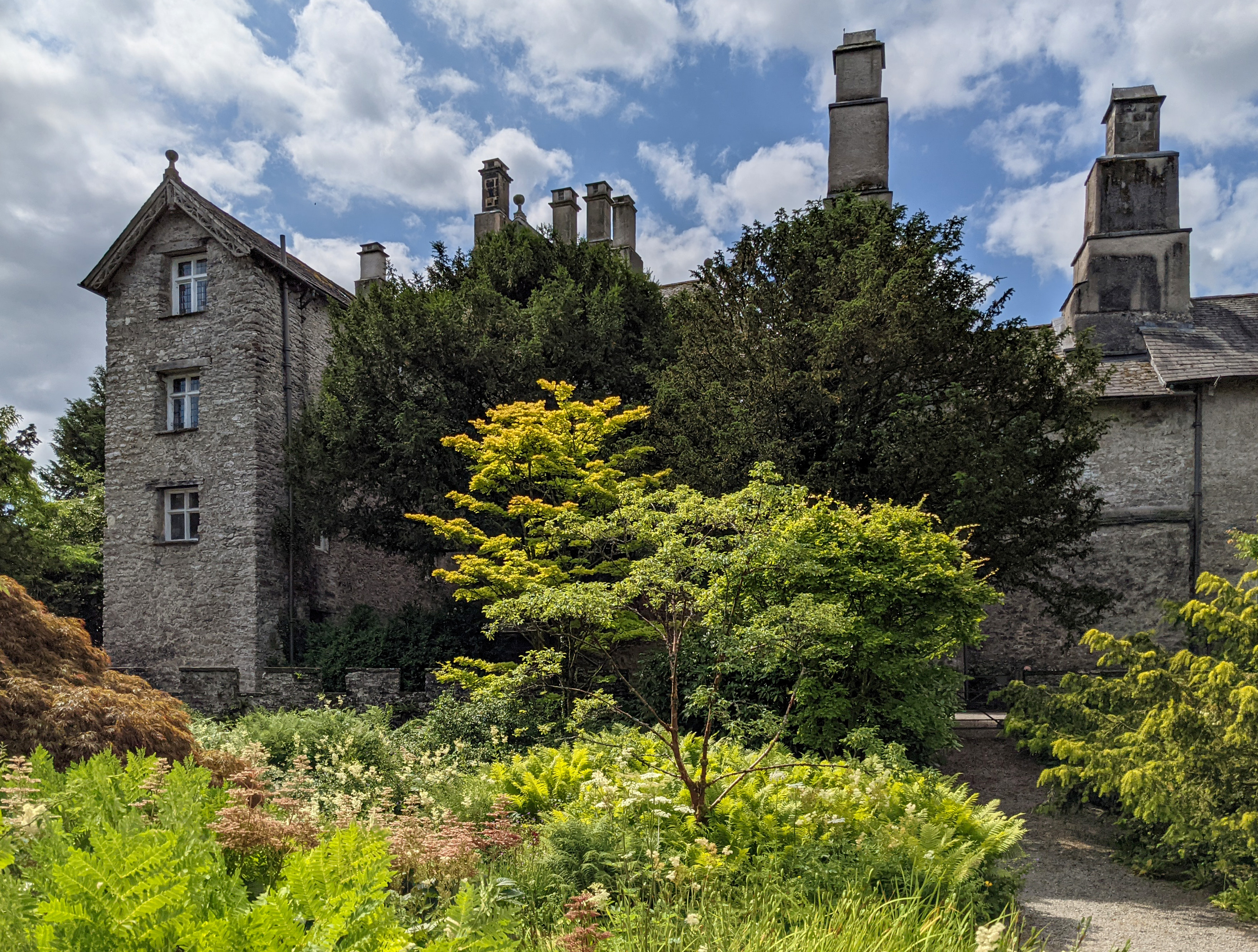
Giardini del castello di Sizergh

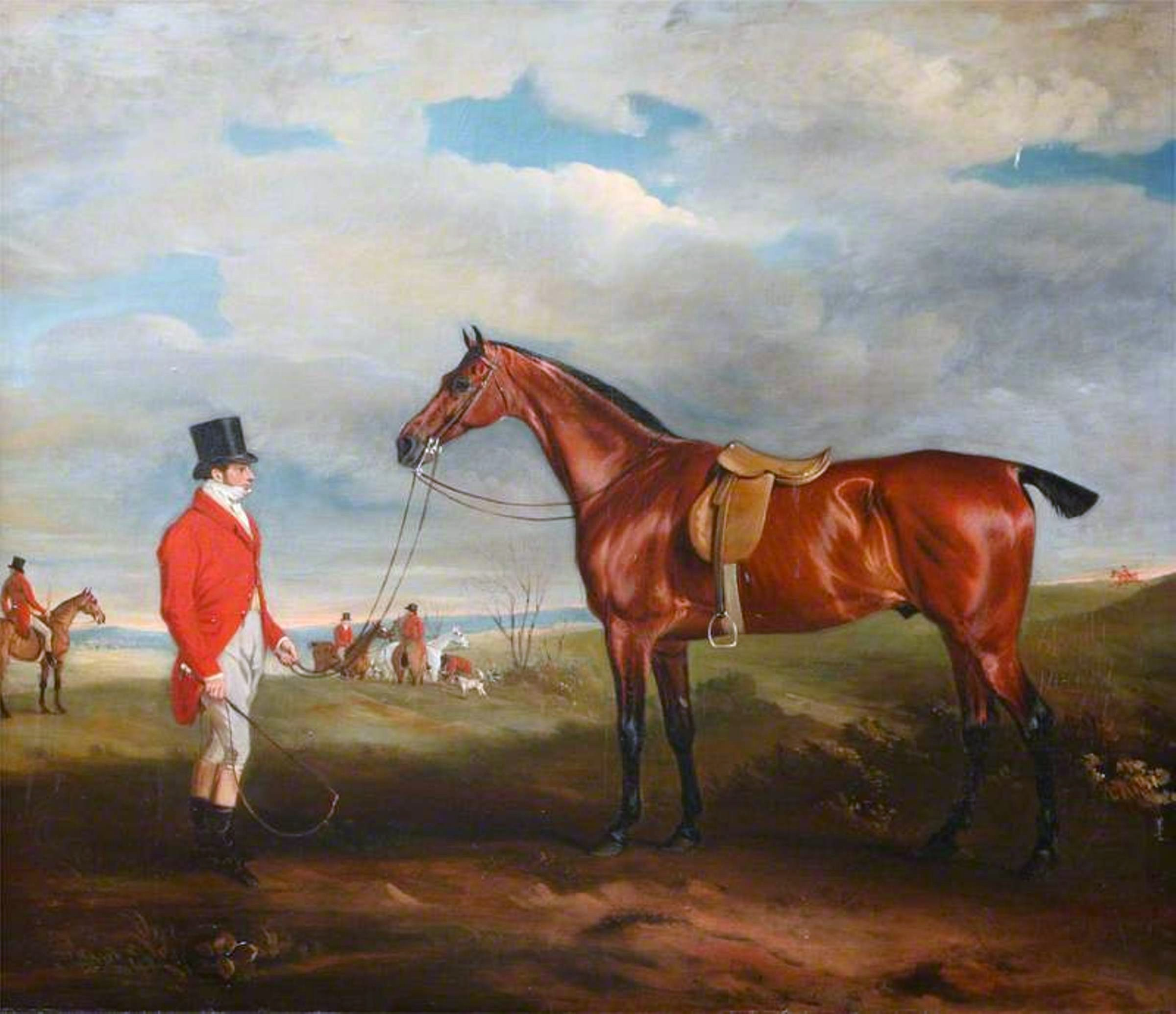
Uno dei dipinti del castello di Sizergh

Il castello di Sizergh (in inglese: Sizergh Castle), noto un tempo come Sizergh Hall, è uno storico edificio in stile elisabettiano, Tudor e georgiano della parrocchia civile inglese di Helsington, nell'area del Lake District National Park, in Cumbria (Inghilterra nord-occidentale), realizzato all'interno della tenuta di Sizergh a partire dal XIV secolo. La residenza fu per oltre 700 anni di proprietà della famiglia Strickland.
L'edificio, gestito dal National Trust, è classificato come castello di primo grado.

## Storia
La tenuta di Sizergh era nota anticamente come Sigaritherge, Siritherde, Sigrittserh: il suo nome riflette dell'occupazione scandinava dell'area tra il IX e il X secolo e contiene il prenome Sigarith e il termine erg, che significa "pastore" o "fattoria".
Tra il 1175 e il 1180 la proprietà della tenuta di Sizergh venne concessa da William FitzGilbert, noto anche come William de Lancaster, a Gervase Deincourt. A partire dal 1239 divenne poi di proprietà della famiglia Strickland, grazie al matrimonio di una pronipote di Gervaie Deincourt, Elizabeth Deincourt, con Sir William de Strickland.
A partire dal 1310, venne realizzata all'interno della tenuta una residenza, nota come Sizergh Hall, per volere di un discendente di William de Strickland, Walter de Strictland. La costruzione dell'edificio, al quale nel 1343 venne aggiunta una torre a quattro piani, durò circa 50 anni.
Ulteriori modifiche all'edificio furono poi apportate nella seconda metà del XV secolo per volere di Sir Thomas Strickland.
Al termine della guerra civile inglese, la tenuta di Sizergh rimase di proprietà della famiglia famiglia Strickland, che non subì la confisca da parte dello Stato nonostante nel conflitto avesse sostenuto la causa delle truppe reali.
In seguito, tra il 1670 e il 1770 furono apportate ulteriori modifiche alla residenza, in particolare alla torre a quattro piani eretta nel 1343. e alla sala d'ingresso, che nel 1770 fu modificata in stile georgiano.
Nel corso del XIX secolo, la famiglia Strickland, oberata dai debiti, si vide costretta a cedere un'intera stanza del castello di Sizergh al Victoria and Albert Museum di Londra, che la acquistò per la cifra di 1.000 sterline.
In seguito, nel 1950, il castello e la tenuta di Sizergh furono acquisiti del National Trust.

## Architettura

### Esterni
La torre del castello è decorata con finestre a forma di trifoglio.
Il castello è circondato da vari giardini, tra cui spicca il più grande giardino in arenaria gestito dal National Trust. Nei giardini, vivono alcune specie di farfalle.

### Interni
Tra le sale degne di nota, figurano la Inlaid Chamber, decorata con pannelli in pioppo e quercia che creano un effetto tridimensionale, e la sala da pranzo, in cui sono raccolti dei cimeli che ricordano l'esilio a Parigi della famiglia Strickland durante l'insurrezione giacobita.

## Il castello di Sizergh nella cultura di massa

### Arte
- Inlaid Chamber, Sizergh, Westmoreland, dipinto del 1849 di Joseph Nash, conservato presso la collezione Stapleton[8]